# 岡山市立福渡小学校
岡山市立福渡小学校（おかやましりつふくわたりしょうがっこう）は、岡山県岡山市北区建部町川口にある公立小学校である。2012年からユネスコ・スクールに認定されている。

## 概要
岡山市北区の北端、建部町の北部を校区とする。岡山市で唯一、旧美作国に属するエリアである（校区の一部である建部町品田の元品田集落のみ旧備前国）。学校の北側を誕生寺川が流れている。

## 教育目標
- 学校教育目標は、「笑顔いっぱい 生き生き 福小っ子　～学び合い 心はぐくみ よく遊べ～」[2]。
- 「めざす子ども像」は、「かんがえる子 がんばる子 やさしい子 くふうする子」[2]。

## 沿革
- 1890年（明治23年）4月1日 - 立新小学（川口）、明徳小学（福渡）、および時中小学（神目中）の一部が合併し、福渡村大字川口に尋常高浜小学校が成立。民家を借りた仮校舎であった[3]。
- 1892年（明治25年）1月 - 尋常高浜小学校が、1977年までの福渡小学校校地（福渡村大字川口）へ校舎新築移転[3]。
- 1893年（明治26年）7月8日 - 尋常高浜小学校が高浜尋常小学校と改称[3]。
- 1900年（明治33年）4月1日 - 高浜尋常小学校に高等科が併置され、高浜尋常高等小学校と改称[3]。
- 1922年（大正11年）5月1日 - 高浜尋常高等小学校が、福渡尋常高等小学校と改称[3]。
- 1941年（昭和16年）4月1日 - 国民学校令により、福渡国民学校と改称[3]。
- 1947年（昭和22年）4月1日 - 学制改革により、福渡町立福渡小学校と改称[3]。
- 1967年（昭和42年）1月15日 - 福渡町と建部町が合併し、新しい建部町が成立したため、建部町立福渡小学校に改称[3]。
- 1977年（昭和52年）4月1日 - 建部町立福渡小学校と建部町立鶴田（たづた）小学校が統合され、現在地に建部町立福渡小学校を新設[2]。
- 1978年（昭和53年）2月 - 統合記念樹植樹（旧福渡小：モミジ、旧鶴田小：キンモクセイ）[3]。
- 1978年（昭和53年）3月 - 屋内運動場竣工、校歌制定、中庭整備[3]。
- 1979年（昭和54年）7月 - プール竣工[3]。
- 1983年（昭和58年）9月 - 初のトランペット鼓笛隊交通パレード[3]。
- 1991年（平成3年）2月 - RSK合唱コンクールに6年生が初出場し、金賞を受賞。
- 1994年（平成6年）9月 - 全日本よい歯の学校表彰を受ける[4]。
- 2007年（平成19年）1月22日 - 建部町が岡山市に編入されたことに伴い、岡山市立福渡小学校に改称。
- 2008年（平成20年）4月 - 特別支援学級「たんぽぽ」を開設。
- 2012年（平成24年）4月1日 - ユネスコ・スクール加盟校となる[1]。

## 通学区域
- 岡山市北区建部町のうち、福渡、川口、下神目、豊楽寺、鶴田、三明寺、和田南、角石谷、角石畝の全域と、品田の一部（元品田集落のみ）。

## 進学先中学校
公立学校の場合は、岡山市立建部中学校へ進学する。　

## 学区内の主な施設
- 旭川ダム
- 岡山市北区役所建部支所
- 岡山市立建部町公民館
- 岡山市立建部町図書館
- 古武道竹内流発祥の地
- JR西日本津山線福渡駅
- 志呂神社
- 建部町産業観光物産案内所
- 建部町総合スポーツセンター
- 豊楽寺
- UAゼンセン中央教育センター「友愛の丘」[5]（合宿研修施設）

## 交通
- JR津山線福渡駅から徒歩20分。
- 御津・建部コミュニティバス「福渡小学校」下車すぐ。

## 周辺
- 旭川
- 誕生寺川（旭川支流）
- 国道53号

## 通学区域が隣接している学校
- 岡山市立建部小学校
- 久米南町立神目小学校
- 美咲町立美咲中央小学校
- 美咲町立旭学園
- 吉備中央町立円城小学校